# Jonny Holm
Ove Jonny Holm (även Johnny Holm), född 23 september 1947, är en svensk friidrottstränare (höjdhopp) och metallarbetare på Forshaga Svets & Smide. Holm har bland annat tränat sonen Stefan Holm under hela dennes karriär och har varit grenansvarig på Svenska Friidrottsförbundet.
Holm tilldelades TV-sportens Sportspegelpris vid idrottsgalan 2005. Detta efter en anmärkningsvärd resa. Från att som intresserad förälder, utan friidrottsbakgrund eller formell tränarutbildning och vid sidan av sitt ordinarie arbete, ha tränat sin son till att bli världens främsta höjdhoppare.
En filmatiserad kortdokumentär om Holm producerad av Manne Eriksson hade premiär 2010.